# 怡和街

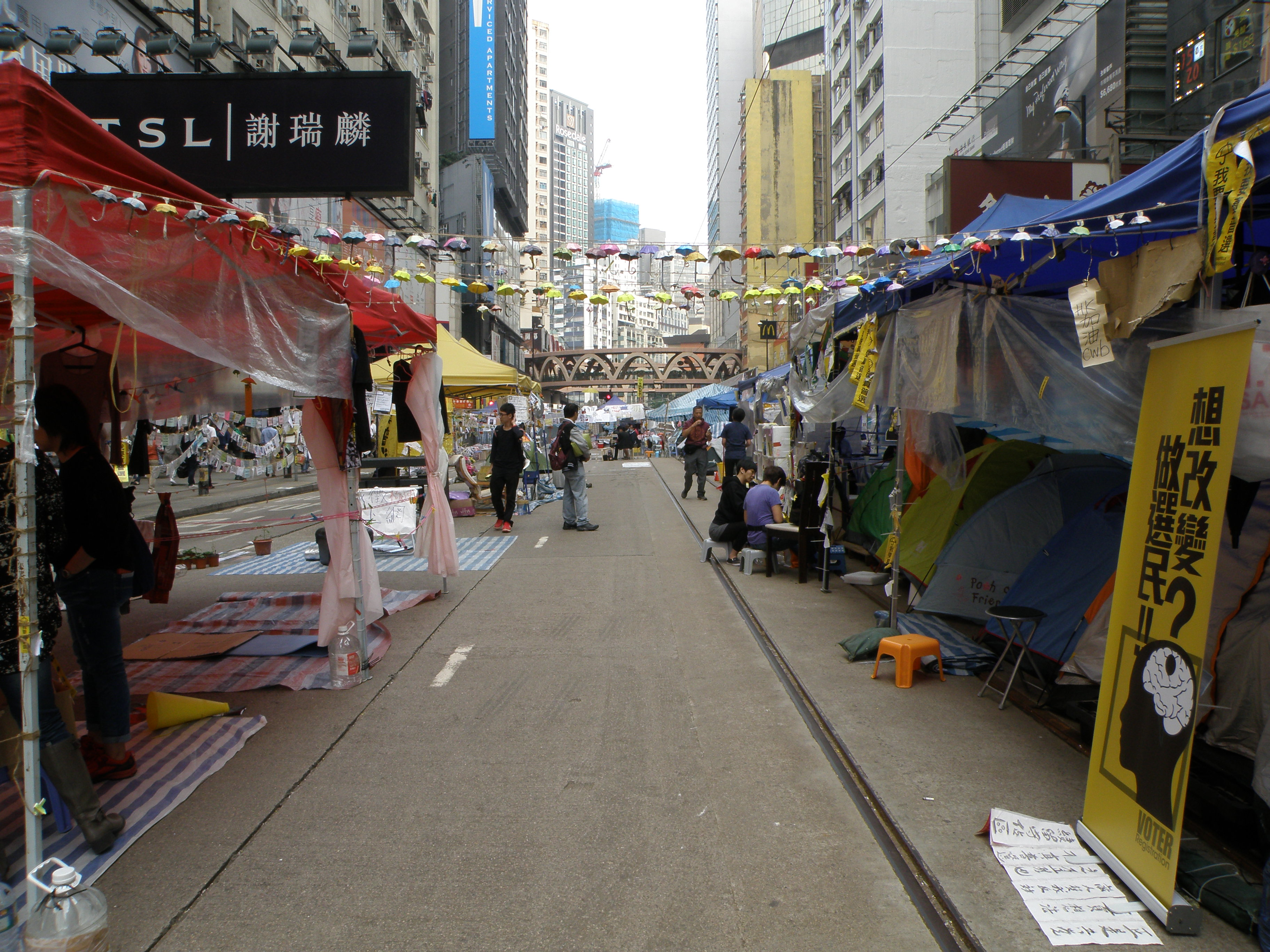
2014年雨傘運動期間被佔領的怡和街

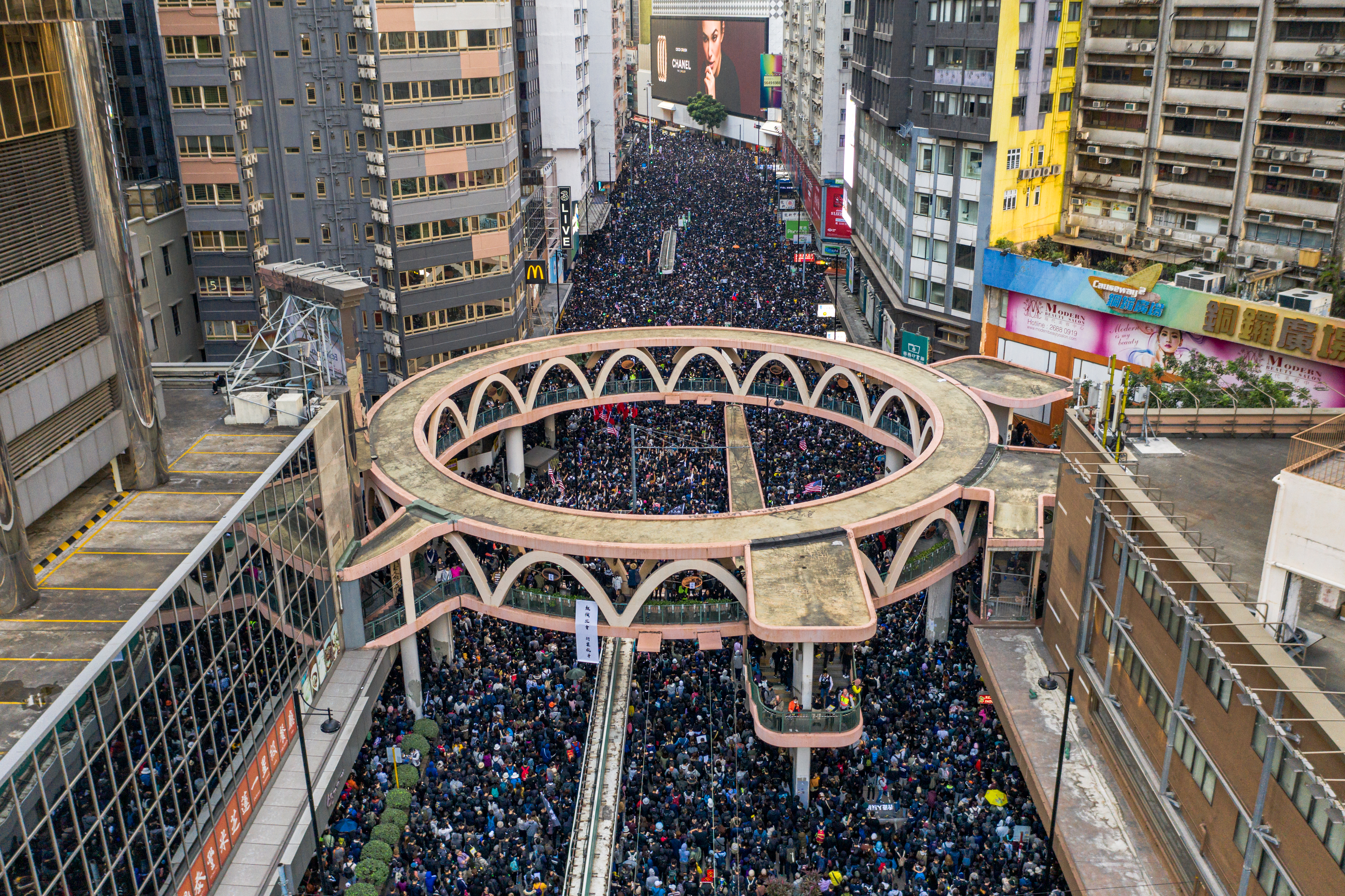
2019年12月8日「國際人權日」遊行，遊行人士逼爆銅鑼灣怡和街

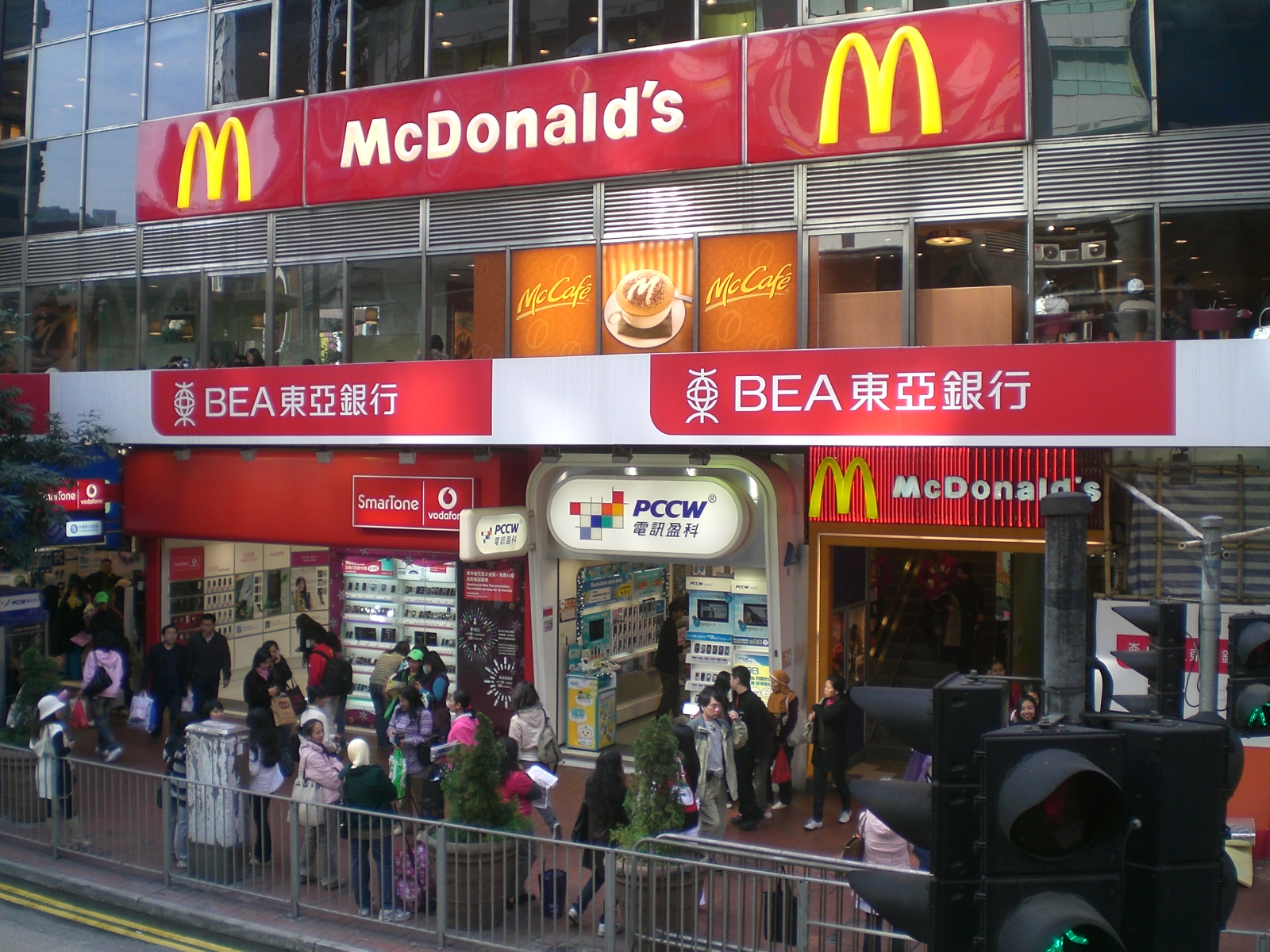
怡和街麥當勞大廈，該麥當勞於1984年從恆隆中心遷至現址

怡和街（英語：Yee Wo Street）是香港的一條道路，位於香港島的銅鑼灣，東西方面雙向行車，是灣仔區一條主要道路。香港日治時期，道路曾被改名為春日通。

## 名稱由來
20世紀初，怡和洋行擁有東角，即今日銅鑼灣站一帶的土地，因此香港政府把此條街道命名為怡和街作為紀念。

## 地理位置
怡和街不算很長，約300米，東面連接高士威道，西面連接軒尼詩道，電車路線沿怡和街而行。在怡和街最東段一小段是單程東行，該處亦是電車銅鑼灣總站所在地。該地點也有一家星級酒店名為富豪香港酒店，它附近的街道車流非常繁忙，所以為了行人過路安全，建設有顯眼的環型行人天橋，連接上富豪香港酒店、樂聲大廈（前中國國貨公司）、怡和街以北的糖街及怡和街的西段等地點。該環型行人天橋的形象常見於藝術攝影展之中。
怡和街估計每天人流超過百萬。因此，怡和街一帶的鋪租一直很高。根據2006年10月戴德梁行的一個全球零售鋪位租金報告，怡和街的租金為全球第二貴，每月尺租735港元，次於美國紐約市第五大道的878港元。根據環境保護署在香港各處設立的空氣監測站（包括怡和街）的數據，怡和街是香港空氣污染最嚴重的地方。
在港區國安法於2020年6月生效導致民間舉辦遊行集會實質被全面禁止之前，怡和街是香港不少大型遊行示威，如七一遊行的必經之地。2014年雨傘運動期間，怡和街曾是香港佔領區的銅鑼灣佔領區的核心地段。

## 圖片集

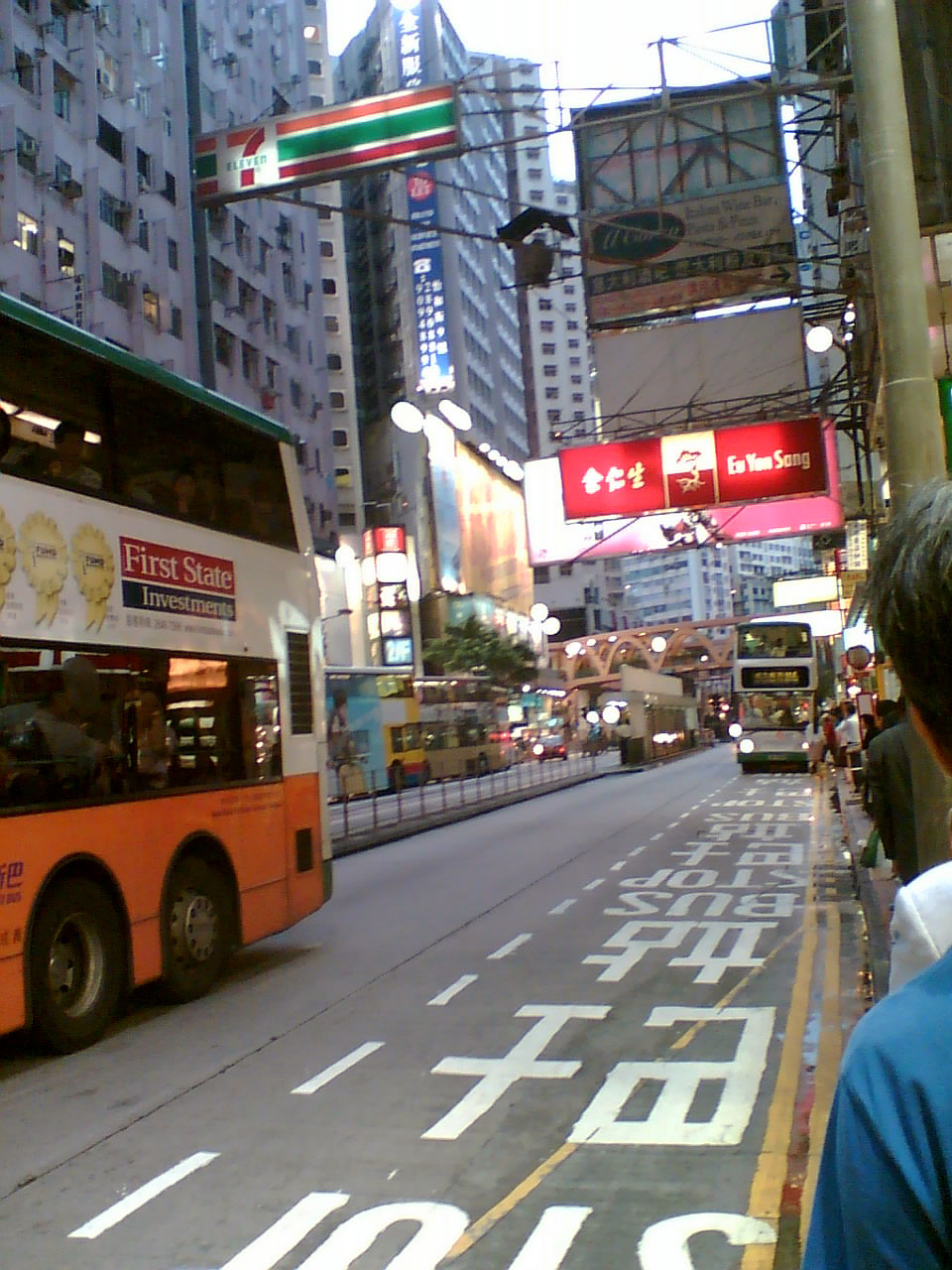
怡和街東望西行車線
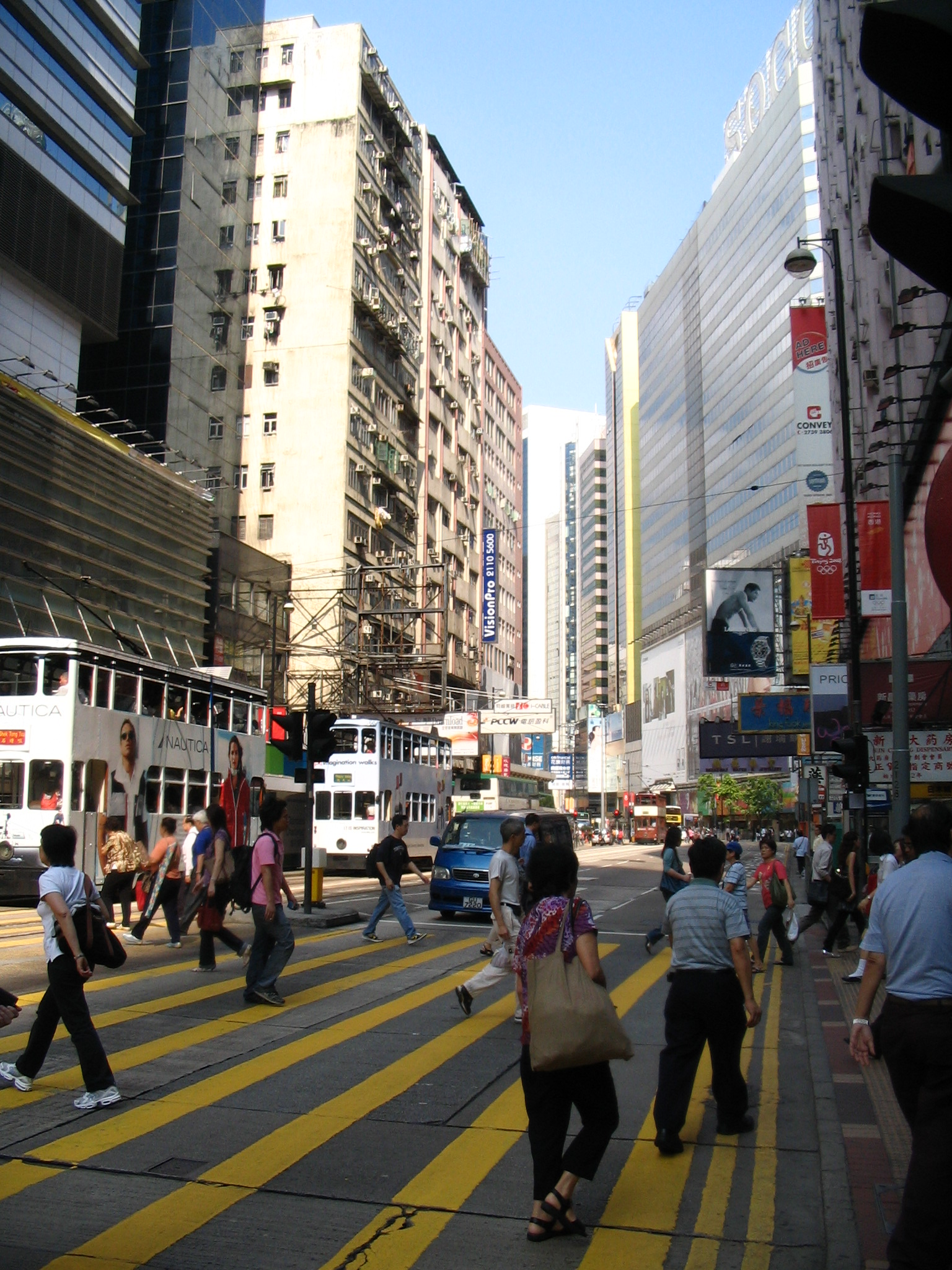
怡和街西望東行車線
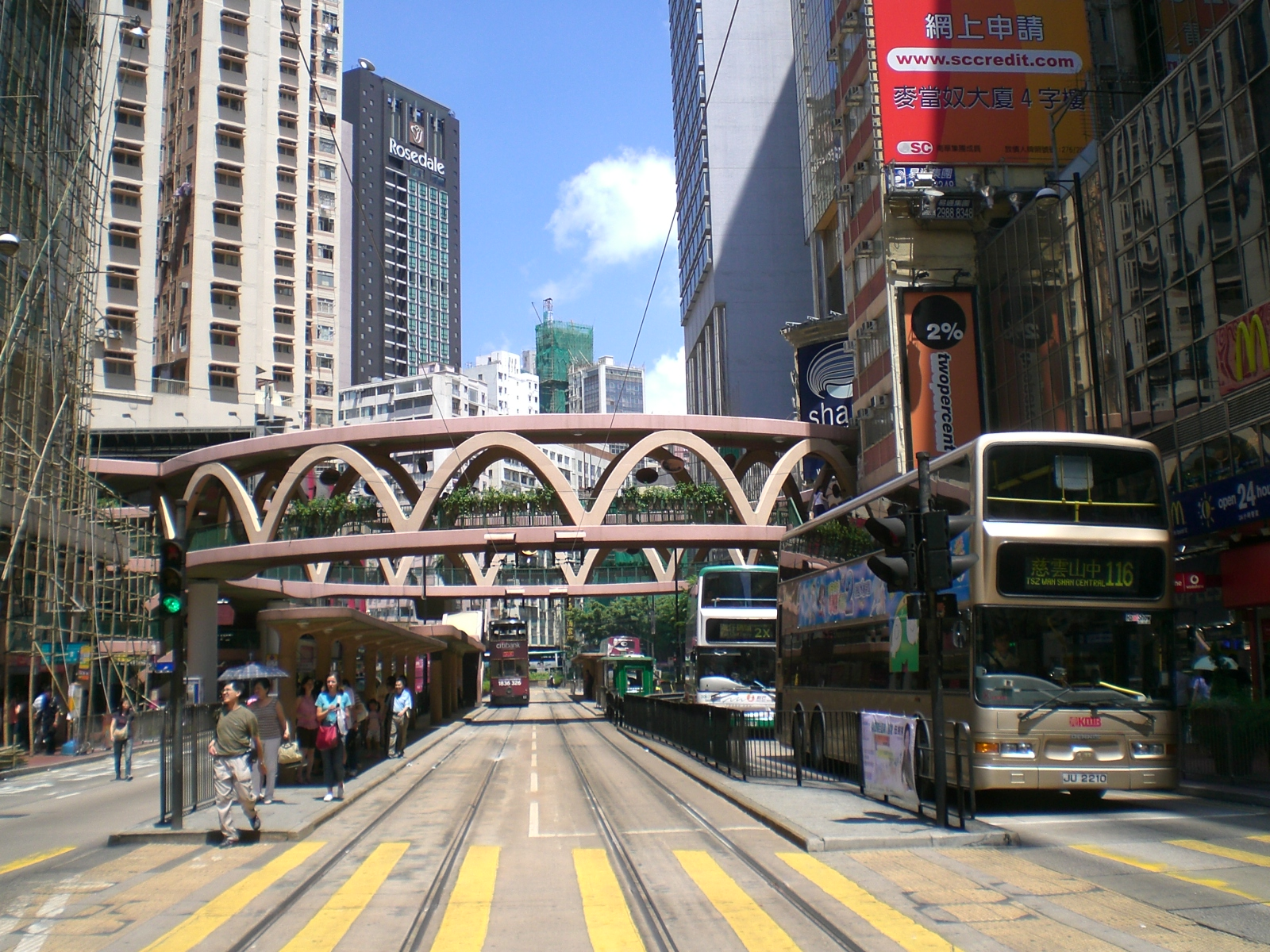
怡和街的標誌性環型行人天橋，曾於2004年動畫異域天使出現
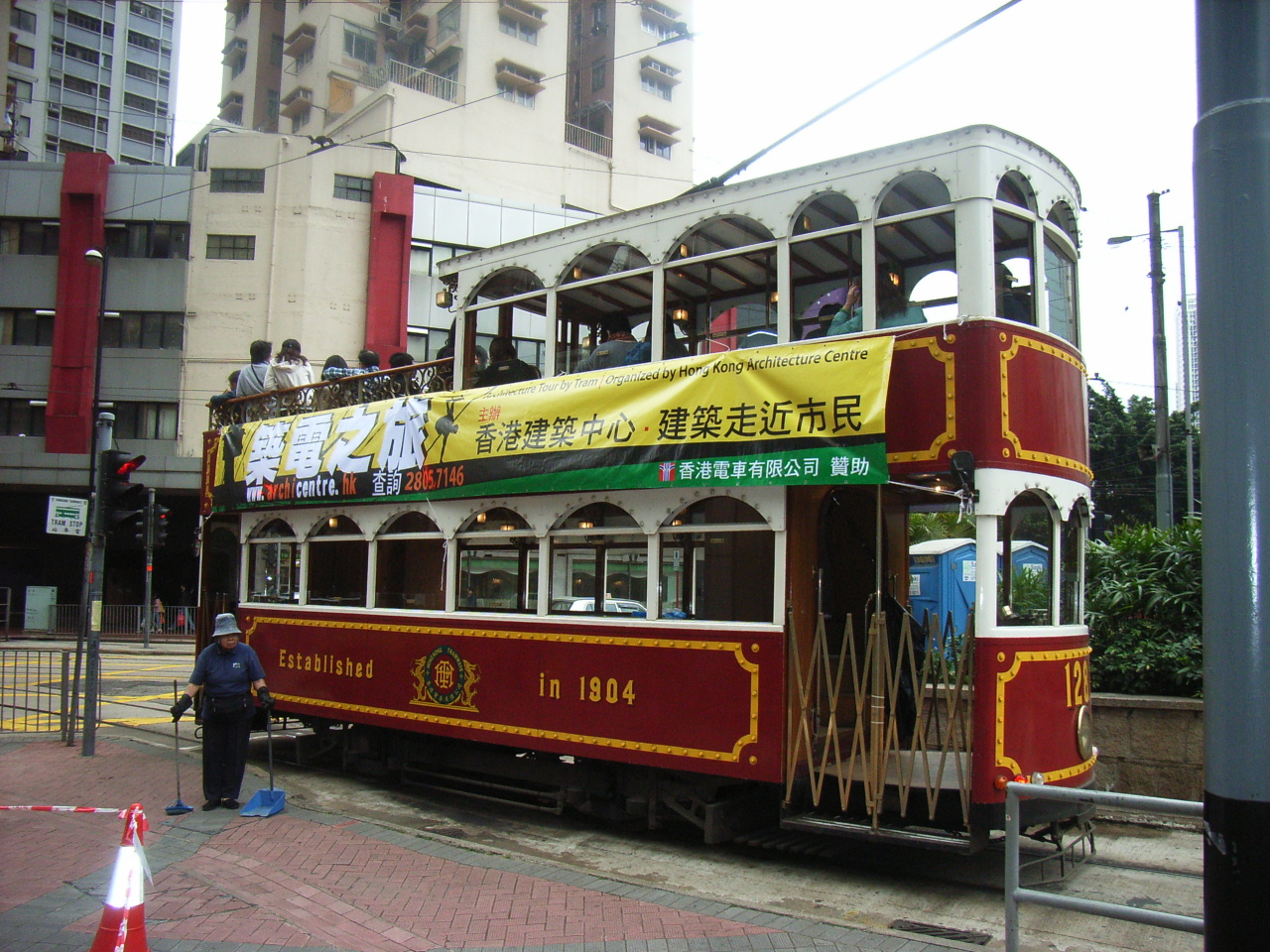
香港電車怡和街站
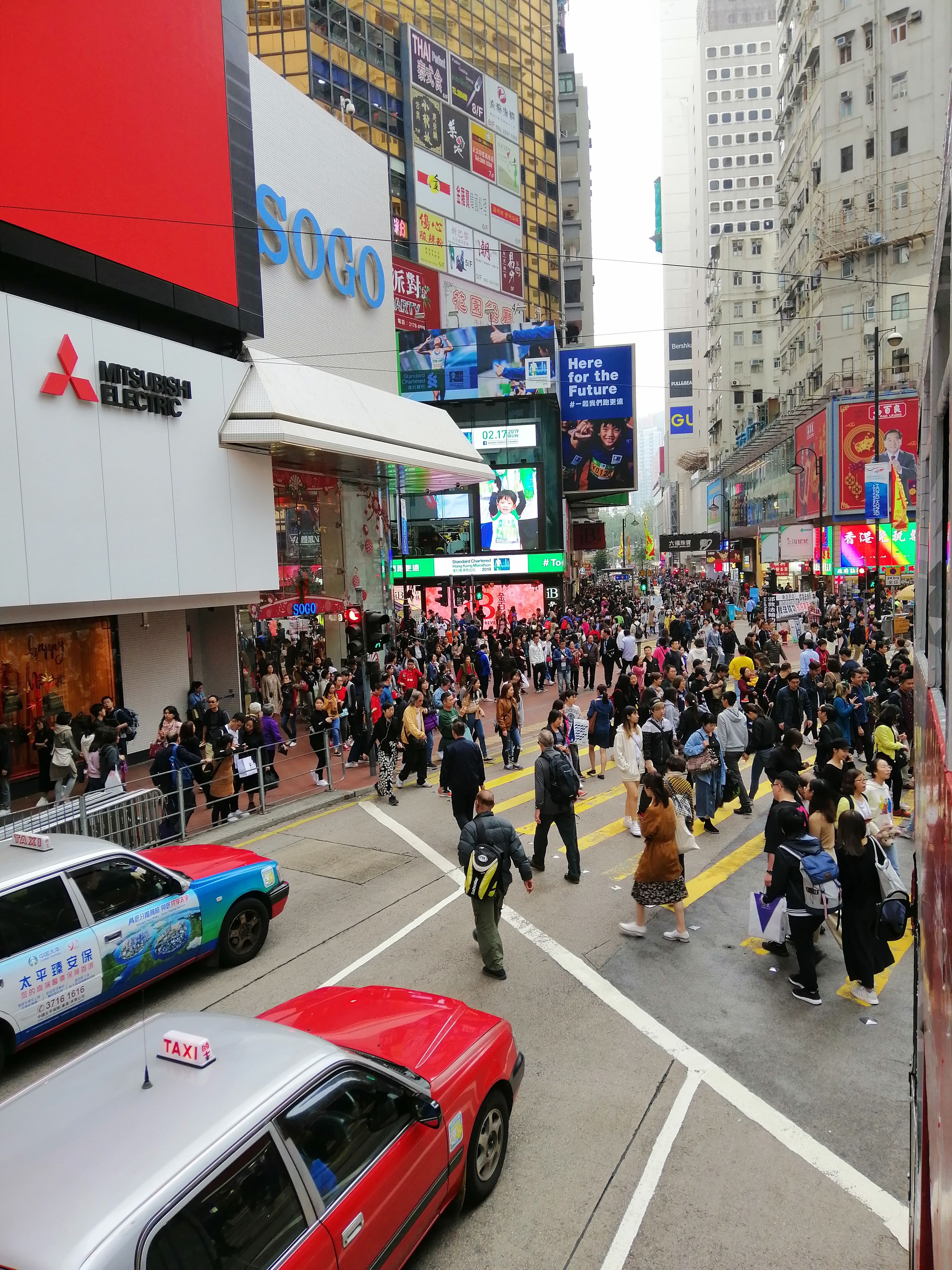
怡和街和軒尼詩道交界

## 鄰近
- 富豪香港酒店
- 百利保廣場
- 糖街
- 香港大廈
- 東角中心
- 恆生銅鑼灣大廈
- 渣甸街

## 交匯道路
- 高士威道
- 糖街
- 邊寧頓街
- 軒尼詩道

## 外部連結
- 怡和街地圖 （页面存档备份，存于）

 维基共享资源上的相關多媒體資源：怡和街